# Нессельрат, Хайнц-Гюнтер
Хайнц-Гюнтер Нессельрат (нем. Heinz-Günther Nesselrath, род. 9 ноября 1957, Юлих) — немецкий филолог-классик, специалист по Лукиану, известный также исследованиями мифа об Атлантиде в платоновских «Тимее» и «Критии».

## Образование и карьера
В 1976—1981 гг. Нессельрат изучал классическую филологию и древнюю историю в Кёльнском университете, в числе прочих у Рудольфа Касселя. Там же 7 февраля 1981 году защитил диссертацию «„Парасит“ Лукиана: исследование и комментарий» (нем. Lukians Parasitendialog. Untersuchungen und Kommentar). В июне 1983 года сдал государственный экзамен по латыни, древнегреческому и педагогике. В 1981—1989 годах работал научным сотрудником в Институте античности (Institut für Altertumskunde) Кёльнского университета. Хабилитация Нессельрата состоялась 11 ноября 1987 года, на основе работы «Среднеаттическая комедия: её место в античной литературной критике и истории литературы» (Die attische Mittlere Komödie. Ihre Stellung in der antiken Literaturkritik und Literaturgeschichte). В течение трёх лет (1989—1992) получал стипендию им. Гейзенберга.
Нессельрат был замещающим профессором в университетах Гёттингена (весна 1988), Гиссена (осень 1989), Мюнстера (весна 1990) и Бонна (осень 1990). С осени 1992 года — экстраординарный профессор, с весны 1997 года — ординарный профессор классической филологии с особенным вниманием к древнегреческому в Бернском университете. С весны 2001 года — ординарный профессор классической филологии в Гёттингенском университете, где стал перемником Клауса Никкау. С апреля 2002 года — постоянный член Гёттингенской академии наук. Весною 2004 года был Visiting Fellow в оксфордском Колледже Всех Душ.
Женат на Бальбине Беблер, археологе из Швейцарии.

## Научная деятельность
Одной из основных тем исследований Нессельрата является Атлантида, представленная в Платоном в диалогах «Тимей» и «Критий». Как и Пьер Видаль-Наке (впрочем, и всё «молчаливое большинство» исследователей античности), он представляет исчезнувший континент выдумкой Платона, одним из многочисленных созданных им мифов, называя Атлантиду «античной научной фантастикой».

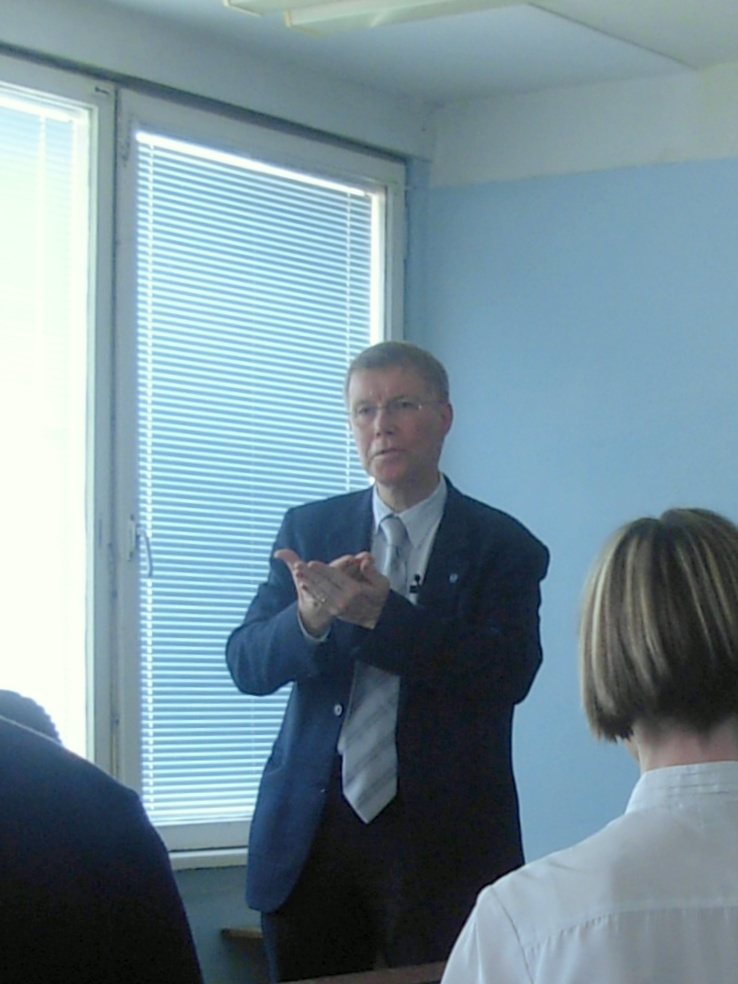
Гейнц-Гюнтер Нессельрат 19 апреля 2013 года по приглашению кафедры классической филологии МГУ имени М.В. Ломоносова читает лекцию о Геродоте

Как один из главных немецких специалистов по Лукиану Нессельрат выпустил монографию по «Параситу» (на основе своей диссертации) и участвовал в издании «Любителя лжи» в проекте SAPERE, посвящённом позднеантичной религии.
Нессельрат был также ответственным редактором «Введения в греческую филологию» (Einleitung in die griechische Philologie, Штутгарт/Лейпциг, 1997). Книга была переведена в 2001 году на греческий, а в 2004 году — на итальянский языки.
19 апреля 2013 года Гейнц-Гюнтер Нессельрат и Бальбина Беблер выступали на кафедре классической филологии МГУ имени М.В. Ломоносова с лекциями о Геродоте.

## Публикации

### Монографии
- «Парасит» Лукиана. Исследование и комментарий (Lukians Parasitendialog. Untersuchungen und Kommentar). Берлин/Нью-Йорк, 1985 (Untersuchungen zur antiken Literatur und Geschichte 22). На основе диссертации.
- Среднеаттическая комедия. Её место в античной литературной критике и истории литературы (Die attische Mittlere Komödie. Ihre Stellung in der antiken Literaturkritik und Literaturgeschichte). Берлин/Нью-Йорк, 1990 (Untersuchungen zur antiken Literatur und Geschichte 36). Хабилитационная работа.
- Несостоявшиеся события: «почти-эпизоды» в греческом и римском эпосе от Гомера до поздней античности (Ungeschehenes Geschehen: ‚Beinahe-Episoden‘ in der griechischen und römischen Epik von Homer bis zur Spätantike). Штутгарт, 1992 (Beiträge zur Altertumskunde 27).
- Платон и изобретение Атлантиды (Platon und die Erfindung von Atlantis. Лейпциг/Мюнхен, 2002 (Lectio Teubneriana XI).
- Платон. Критий. Перевод и комментарий. Гёттинген, 2006.
- Либаний (Libanios: Zeuge einer schwindenden Welt). Штутгарт, 2012.